# Élections départementales de 2021 en Savoie
Les élections départementales de 2021 en Savoie ont lieu les 20 et 27 juin. La droite, menée par le président du conseil départemental sortant, Hervé Gaymard (DVD), remporte une nouvelle fois une majorité pour le mandat 2021-2028.

## Contexte départemental

### Assemblée départementale sortante
Avant les élections, le conseil départemental de la Savoie est présidé par Hervé Gaymard (DVD). Il comprend 38 conseillers départementaux issus des 19 cantons de la Savoie.
| Président du conseil départemental   |       |       |      |                     |
| Hervé Gaymard (DVD)                  |       |       |      |                     |
| Parti                                | Sigle | Sigle | Élus | Groupes             |
| Majorité (30 sièges)                 |       |       |      |                     |
| Divers droite                        |       | DVD   | 14   | J'aime la Savoie    |
| Les Républicains                     |       | LR    | 9    | J'aime la Savoie    |
| Union des démocrates et indépendants |       | UDI   | 4    | J'aime la Savoie    |
| Mouvement démocrate                  |       | MoDem | 3    | J'aime la Savoie    |
| Opposition (8 sièges)                |       |       |      |                     |
| Parti socialiste                     |       | PS    | 6    | La Savoie pour tous |
| Divers gauche                        |       | DVG   | 2    | La Savoie pour tous |

## Système électoral
Les élections ont lieu au scrutin majoritaire binominal à deux tours. Le système est paritaire : les candidatures sont présentées sous la forme d'un binôme composé d'une femme et d'un homme avec leurs suppléants (une femme et un homme également).
Pour être élu au premier tour, un binôme doit obtenir la majorité absolue des suffrages exprimés et un nombre de suffrages au moins égal à 25 % des électeurs inscrits. Si aucun binôme n'est élu au premier tour, seuls peuvent se présenter au second tour les binômes qui ont obtenu un nombre de suffrages au moins égal à 12,5 % des électeurs inscrits, sans possibilité pour les binômes de fusionner. Est élu au second tour le binôme qui obtient le plus grand nombre de voix.

## Résultats à l'échelle du département

### Résultats par nuances
|                          | Divers droite                       | DVD                      | 44 027  | 43,91 | 45 545  | 50,82 | 22 |  |  |
| Total droite             | Total droite                        | Total droite             | 44 027  | 43,91 | 45 545  | 50,82 | 22 |  |  |
|                          |                                     |                          |         |       |         |       |    |  |  |
|                          | Divers gauche                       | DVG                      | 11 442  | 11,41 | 12 378  | 13,81 | 4  |  |  |
|                          | Union à gauche                      | UG                       | 5 239   | 5,23  | 4 861   | 5,42  | 2  |  |  |
|                          | Parti communiste français           | COM                      | 3 805   | 3,80  | 2 827   | 3,15  | 0  |  |  |
|                          | Union à gauche avec des écologistes | UGE                      | 3 297   | 3,29  | 4 522   | 5,05  | 0  |  |  |
|                          | Parti socialiste                    | SOC                      | 2 161   | 2,16  | 3 150   | 3,51  | 0  |  |  |
|                          | La France insoumise                 | FI                       | 680     | 0,68  |         |       | 0  |  |  |
| Total gauche             | Total gauche                        | Total gauche             | 26 624  | 26,57 | 27 738  | 30,94 | 6  |  |  |
|                          |                                     |                          |         |       |         |       |    |  |  |
|                          | Rassemblement national              | RN                       | 17 279  | 17,23 | 1 452   | 1,62  | 0  |  |  |
|                          |                                     |                          |         |       |         |       |    |  |  |
|                          | Écologistes                         | ECO                      | 1 468   | 1,46  | 1 697   | 1,89  | 0  |  |  |
|                          |                                     |                          |         |       |         |       |    |  |  |
|                          | Divers centre                       | DVC                      | 2 203   | 2,20  | 3 251   | 3,63  | 2  |  |  |
|                          | Union au centre et à gauche         | UCG                      | 1 241   | 1,24  | 2 337   | 2,61  | 2  |  |  |
| Total centre             | Total centre                        | Total centre             | 3 444   | 3,44  | 5 588   | 6,24  | 4  |  |  |
|                          |                                     |                          |         |       |         |       |    |  |  |
|                          | Divers                              | DIV                      | 7 195   | 7,18  | 7 602   | 8,48  | 4  |  |  |
|                          | Régionaliste                        | REG                      | 226     | 0,23  |         |       | 0  |  |  |
| Total divers             | Total divers                        | Total divers             | 7 421   | 7,41  | 7 602   | 8,48  | 4  |  |  |
|                          |                                     |                          |         |       |         |       |    |  |  |
| Suffrages exprimés       | Suffrages exprimés                  | Suffrages exprimés       | 100 263 | 95,82 | 89 622  | 92,79 |    |  |  |
| Votes blancs             | Votes blancs                        | Votes blancs             | 2 867   | 2,74  | 4 772   | 4,94  |    |  |  |
| Votes nuls               | Votes nuls                          | Votes nuls               | 1 508   | 1,44  | 2 193   | 2,27  |    |  |  |
| Total                    | Total                               | Total                    | 104 638 | 100   | 96 587  | 100   | 36 |  |  |
| Abstention               | Abstention                          | Abstention               | 207 088 | 66,43 | 196 115 | 67,00 |    |  |  |
| Inscrits / participation | Inscrits / participation            | Inscrits / participation | 311 726 | 33,57 | 292 702 | 33,00 |    |  |  |

### Élus par canton
| Canton                  | Conseiller Sortant        | Parti | Parti | Conseiller Élu            | Parti | Parti |
| ----------------------- | ------------------------- | ----- | ----- | ------------------------- | ----- | ----- |
| Aix-les-Bains-1         | Claude Giroud             |       | LR    | Florian Maitre            |       | DVD   |
| Aix-les-Bains-1         | Nathalie Schmitt          |       | DVD   | Nathalie Schmitt          |       | DVD   |
| Aix-les-Bains-2         | Renaud Beretti            |       | LR    | Renaud Beretti            |       | LR    |
| Aix-les-Bains-2         | Marina Ferrari            |       | MoDem | Karine Dubouchet          |       | LR    |
| Albertville-1           | Martine Berthet           |       | LR    | Martine Berthet           |       | LR    |
| Albertville-1           | Hervé Gaymard             |       | DVD   | Hervé Gaymard             |       | DVD   |
| Albertville-2           | Dominique Ruaz            |       | PS    | Dominique Ruaz            |       | PS    |
| Albertville-2           | André Vairetto            |       | PS    | André Vairetto            |       | PS    |
| Bourg-Saint-Maurice     | Auguste Picollet          |       | DVD   | Auguste Picollet          |       | DVD   |
| Bourg-Saint-Maurice     | Cécile Utille-Grand       |       | DVD   | Cécile Utille-Grand       |       | DVD   |
| Bugey savoyard          | Gaston Arthaud-Berthet    |       | LR    | Marie-Claire Barbier      |       | DVD   |
| Bugey savoyard          | Marie-Claire Barbier      |       | DVD   | François Moiroud          |       | DVD   |
| Chambéry-1              | Colette Bonfils           |       | DVG   | Claudine Bonilla          |       | PS    |
| Chambéry-1              | Gaëtan Pauchet            |       | PS    | Gaëtan Pauchet            |       | PS    |
| Chambéry-2              | Brigitte Bochaton         |       | UDI   | Brigitte Bochaton         |       | UDI   |
| Chambéry-2              | Michel Bouvard            |       | LR    | Aloïs Chassot             |       | DVD   |
| Chambéry-3              | Christelle Favetta-Sieyes |       | UDI   | Christelle Favetta-Sieyes |       | UDI   |
| Chambéry-3              | Lionel Mithieux           |       | MoDem | Franck Morat              |       | PS    |
| Modane                  | Christian Grange          |       | DVD   | Nathalie Furbeyre         |       | DVD   |
| Modane                  | Rozenn Hars               |       | LR    | Christian Grange          |       | DVD   |
| Montmélian              | Jean-François Duc         |       | PS    | Jean-François Duc         |       | PS    |
| Montmélian              | Jacqueline Tallin         |       | PS    | Béatrice Santais          |       | PS    |
| La Motte-Servolex       | Luc Berthoud              |       | LR    | Luc Berthoud              |       | LR    |
| La Motte-Servolex       | Nathalie Fontaine         |       | DVD   | Nathalie Fontaine         |       | DVD   |
| Moûtiers                | Jocelyne Abondance        |       | LR    | Fabienne Blanc-Tailleur   |       | DVD   |
| Moûtiers                | Vincent Rolland           |       | LR    | Vincent Rolland           |       | LR    |
| Le Pont-de-Beauvoisin   | Gilbert Guigue            |       | DVD   | Gilbert Guigue            |       | DVD   |
| Le Pont-de-Beauvoisin   | Corine Wolff              |       | DVD   | Corine Wolff              |       | DVD   |
| La Ravoire              | Frédéric Bret             |       | DVD   | Alexandre Gennaro         |       | DVD   |
| La Ravoire              | Nathalie Laumonnier       |       | DVD   | Josette Remy              |       | DVD   |
| Saint-Alban-Leysse      | Catherine Chappuis        |       | PS    | Catherine Chappuis        |       | PS    |
| Saint-Alban-Leysse      | Albert Darvey             |       | DVG   | Albert Darvey             |       | DVG   |
| Saint-Jean-de-Maurienne | Pierre-Marie Charvoz      |       | UDI   | Patrick Provost           |       | DVD   |
| Saint-Jean-de-Maurienne | Monique Chevallier        |       | UDI   | Sophie Verney             |       | DVD   |
| Saint-Pierre-d'Albigny  | Christiane Brunet         |       | DVD   | Christiane Brunet         |       | DVD   |
| Saint-Pierre-d'Albigny  | Olivier Thevenet          |       | DVD   | Olivier Thevenet          |       | DVD   |
| Ugine                   | Annick Cressens           |       | MoDem | Annick Cressens           |       | MoDem |
| Ugine                   | Franck Lombard            |       | DVD   | Franck Lombard            |       | DVD   |

## Résultats par canton
Les binômes sont présentés par ordre décroissant des résultats au premier tour. En cas de victoire au second tour du binôme arrivé en deuxième place au premier, ses résultats sont indiqués en gras.

### Canton d'Aix-les-Bains-1
| Candidats                | Candidats                | Partis                   | Nuance                   | Premier tour | Premier tour | Second tour | Second tour |
| Candidats                | Candidats                | Partis                   | Nuance                   | Voix         | %            | Voix        | %           |
| ------------------------ | ------------------------ | ------------------------ | ------------------------ | ------------ | ------------ | ----------- | ----------- |
|                          | Florian Maitre           | DVD                      | DVD                      | 3 200        | 49,45        | 3 773       | 59,77       |
|                          | Nathalie Schmitt         | DVD                      | DVD                      | 3 200        | 49,45        | 3 773       | 59,77       |
|                          | Jean-Claude Croze        | DVD                      | DVD                      | 2 003        | 30,95        | 2 540       | 40,23       |
|                          | Linda Profit             | DVD                      | DVD                      | 2 003        | 30,95        | 2 540       | 40,23       |
|                          | Claude Pousse            | RN                       | RN                       | 1 059        | 16,37        |             |             |
|                          | Viviane Rault            | RN                       | RN                       | 1 059        | 16,37        |             |             |
|                          | Christian Derenty        | DLF                      | DVD                      | 209          | 3,23         |             |             |
|                          | Marie Heerah             | DVD                      | DVD                      | 209          | 3,23         |             |             |
|                          |                          |                          |                          |              |              |             |             |
| Suffrages exprimés       | Suffrages exprimés       | Suffrages exprimés       | Suffrages exprimés       | 6 471        | 92,81        | 6 313       | 90,74       |
| Votes blancs             | Votes blancs             | Votes blancs             | Votes blancs             | 367          | 5,26         | 479         | 6,89        |
| Votes nuls               | Votes nuls               | Votes nuls               | Votes nuls               | 134          | 1,92         | 165         | 2,37        |
| Total                    | Total                    | Total                    | Total                    | 6 972        | 100          | 6 957       | 100         |
| Abstention               | Abstention               | Abstention               | Abstention               | 14 839       | 68,03        | 14 859      | 68,11       |
| Inscrits / participation | Inscrits / participation | Inscrits / participation | Inscrits / participation | 21 811       | 31,97        | 21 816      | 31,89       |

### Canton d'Aix-les-Bains-2
| Candidats                | Candidats                | Partis                   | Nuance                   | Premier tour | Premier tour | Second tour | Second tour |
| Candidats                | Candidats                | Partis                   | Nuance                   | Voix         | %            | Voix        | %           |
| ------------------------ | ------------------------ | ------------------------ | ------------------------ | ------------ | ------------ | ----------- | ----------- |
|                          | Renaud Beretti           | LR                       | DVD                      | 3 811        | 61,05        | 4 491       | 72,58       |
|                          | Karine Dubouchet         | LR                       | DVD                      | 3 811        | 61,05        | 4 491       | 72,58       |
|                          | Marion Gerlaud           | ÉCO                      | ECO                      | 1 468        | 23,52        | 1 697       | 27,42       |
|                          | Philippe Perrin          | ÉCO                      | ECO                      | 1 468        | 23,52        | 1 697       | 27,42       |
|                          | Jeannine Benzonelli      | RN                       | RN                       | 963          | 15,43        |             |             |
|                          | Jean-Jacques Bétemps     | RN                       | RN                       | 963          | 15,43        |             |             |
|                          |                          |                          |                          |              |              |             |             |
| Suffrages exprimés       | Suffrages exprimés       | Suffrages exprimés       | Suffrages exprimés       | 6 242        | 96,73        | 6 188       | 95,29       |
| Votes blancs             | Votes blancs             | Votes blancs             | Votes blancs             | 128          | 1,98         | 198         | 3,05        |
| Votes nuls               | Votes nuls               | Votes nuls               | Votes nuls               | 83           | 1,29         | 108         | 1,66        |
| Total                    | Total                    | Total                    | Total                    | 6 453        | 100          | 6 494       | 100         |
| Abstention               | Abstention               | Abstention               | Abstention               | 14 557       | 69,29        | 14 518      | 69,09       |
| Inscrits / participation | Inscrits / participation | Inscrits / participation | Inscrits / participation | 21 010       | 30,71        | 21 012      | 30,91       |

### Canton d'Albertville-1
| Candidats                | Candidats                | Partis                   | Nuance                   | Premier tour | Premier tour | Second tour | Second tour |
| Candidats                | Candidats                | Partis                   | Nuance                   | Voix         | %            | Voix        | %           |
| ------------------------ | ------------------------ | ------------------------ | ------------------------ | ------------ | ------------ | ----------- | ----------- |
|                          | Martine Berthet          | LR                       | DVD                      | 2 052        | 51,21        | 2 469       | 65,60       |
|                          | Hervé Gaymard            | DVD                      | DVD                      | 2 052        | 51,21        | 2 469       | 65,60       |
|                          | Hugues Aspord            | PCF                      | UG                       | 1 133        | 28,28        | 1 295       | 34,40       |
|                          | Gisèle Vianey            | LFI                      | UG                       | 1 133        | 28,28        | 1 295       | 34,40       |
|                          | Suzanne Corjon           | RN                       | RN                       | 822          | 20,51        |             |             |
|                          | Fabien Matignon          | RN                       | RN                       | 822          | 20,51        |             |             |
|                          |                          |                          |                          |              |              |             |             |
| Suffrages exprimés       | Suffrages exprimés       | Suffrages exprimés       | Suffrages exprimés       | 4 007        | 96,41        | 3 764       | 94,50       |
| Votes blancs             | Votes blancs             | Votes blancs             | Votes blancs             | 82           | 1,97         | 128         | 3,21        |
| Votes nuls               | Votes nuls               | Votes nuls               | Votes nuls               | 67           | 1,61         | 91          | 2,28        |
| Total                    | Total                    | Total                    | Total                    | 4 156        | 100          | 3 983       | 100         |
| Abstention               | Abstention               | Abstention               | Abstention               | 8 669        | 67,59        | 8 866       | 69,00       |
| Inscrits / participation | Inscrits / participation | Inscrits / participation | Inscrits / participation | 12 825       | 32,41        | 12 849      | 31,00       |

### Canton d'Albertville-2
| Candidats                | Candidats                | Partis                   | Nuance                   | Premier tour | Premier tour | Second tour | Second tour |
| Candidats                | Candidats                | Partis                   | Nuance                   | Voix         | %            | Voix        | %           |
| ------------------------ | ------------------------ | ------------------------ | ------------------------ | ------------ | ------------ | ----------- | ----------- |
|                          | Dominique Ruaz           | PS                       | SOC                      | 2 161        | 44,28        | 3 150       | 68,29       |
|                          | André Vairetto           | PS                       | SOC                      | 2 161        | 44,28        | 3 150       | 68,29       |
|                          | Tatiana Gravenhorst      | DVD                      | DVD                      | 947          | 19,41        | 1 463       | 31,71       |
|                          | Samuel Masseboeuf        | DVD                      | DVD                      | 947          | 19,41        | 1 463       | 31,71       |
|                          | Rachel Jusret            | RN                       | RN                       | 924          | 18,93        |             |             |
|                          | Romain Sens              | RN                       | RN                       | 924          | 18,93        |             |             |
|                          | Nathalie Battalier       | LFI                      | FI                       | 680          | 13,93        |             |             |
|                          | Philippe Foulon          | LFI                      | FI                       | 680          | 13,93        |             |             |
|                          | Mathieu Ciceri           | DVD                      | DVD                      | 168          | 3,44         |             |             |
|                          | Caroline Perron          | DVD                      | DVD                      | 168          | 3,44         |             |             |
|                          |                          |                          |                          |              |              |             |             |
| Suffrages exprimés       | Suffrages exprimés       | Suffrages exprimés       | Suffrages exprimés       | 4 880        | 97,02        | 4 613       | 93,89       |
| Votes blancs             | Votes blancs             | Votes blancs             | Votes blancs             | 98           | 1,95         | 217         | 4,42        |
| Votes nuls               | Votes nuls               | Votes nuls               | Votes nuls               | 52           | 1,03         | 83          | 1,69        |
| Total                    | Total                    | Total                    | Total                    | 5 030        | 100          | 4 913       | 100         |
| Abstention               | Abstention               | Abstention               | Abstention               | 10 490       | 67,59        | 10 608      | 68,35       |
| Inscrits / participation | Inscrits / participation | Inscrits / participation | Inscrits / participation | 15 520       | 32,41        | 15 521      | 31,65       |

### Canton de Bourg-Saint-Maurice
| Candidats                | Candidats                | Partis                   | Nuance                   | Premier tour | Premier tour | Second tour | Second tour |
| Candidats                | Candidats                | Partis                   | Nuance                   | Voix         | %            | Voix        | %           |
| ------------------------ | ------------------------ | ------------------------ | ------------------------ | ------------ | ------------ | ----------- | ----------- |
|                          | Auguste Picollet         | DVD                      | DVD                      | 3 016        | 52,55        | 3 553       | 68,30       |
|                          | Cécile Utille-Grand      | DVD                      | DVD                      | 3 016        | 52,55        | 3 553       | 68,30       |
|                          | Anthony Favre            | DVD                      | DVD                      | 1 108        | 19,31        | 1 649       | 31,70       |
|                          | Laurence Regnier         | DVD                      | DVD                      | 1 108        | 19,31        | 1 649       | 31,70       |
|                          | Mathias Beauval          | DVG                      | DVG                      | 1 039        | 18,10        |             |             |
|                          | Mélanie Poquet           | DVG                      | DVG                      | 1 039        | 18,10        |             |             |
|                          | Franck Buhr              | RN                       | RN                       | 576          | 10,04        |             |             |
|                          | Morgane Odelli           | RN                       | RN                       | 576          | 10,04        |             |             |
|                          |                          |                          |                          |              |              |             |             |
| Suffrages exprimés       | Suffrages exprimés       | Suffrages exprimés       | Suffrages exprimés       | 5 739        | 97,49        | 5 202       | 92,14       |
| Votes blancs             | Votes blancs             | Votes blancs             | Votes blancs             | 104          | 1,77         | 362         | 6,41        |
| Votes nuls               | Votes nuls               | Votes nuls               | Votes nuls               | 44           | 0,75         | 82          | 1,45        |
| Total                    | Total                    | Total                    | Total                    | 5 887        | 100          | 5 646       | 100         |
| Abstention               | Abstention               | Abstention               | Abstention               | 14 297       | 70,83        | 14 540      | 72,03       |
| Inscrits / participation | Inscrits / participation | Inscrits / participation | Inscrits / participation | 20 184       | 29,17        | 20 186      | 27,97       |

### Canton de Bugey savoyard
| Candidats                | Candidats                | Partis                   | Nuance                   | Premier tour | Premier tour | Second tour | Second tour |
| Candidats                | Candidats                | Partis                   | Nuance                   | Voix         | %            | Voix        | %           |
| ------------------------ | ------------------------ | ------------------------ | ------------------------ | ------------ | ------------ | ----------- | ----------- |
|                          | Marie-Claire Barbier     | DVD                      | DIV                      | 2 908        | 55,94        | 3 482       | 70,19       |
|                          | François Moiroud         | DVD                      | DIV                      | 2 908        | 55,94        | 3 482       | 70,19       |
|                          | Dominique Scheidecker    | DVG                      | DVG                      | 1 315        | 25,30        | 1 479       | 29,81       |
|                          | Maryline Tourneur Dufus  | G.s                      | DVG                      | 1 315        | 25,30        | 1 479       | 29,81       |
|                          | Jeanne Ambrosini         | RN                       | RN                       | 975          | 18,76        |             |             |
|                          | Gérôme Corblin           | RN                       | RN                       | 975          | 18,76        |             |             |
|                          |                          |                          |                          |              |              |             |             |
| Suffrages exprimés       | Suffrages exprimés       | Suffrages exprimés       | Suffrages exprimés       | 5 198        | 95,66        | 4 961       | 93,20       |
| Votes blancs             | Votes blancs             | Votes blancs             | Votes blancs             | 163          | 3,00         | 243         | 4,57        |
| Votes nuls               | Votes nuls               | Votes nuls               | Votes nuls               | 73           | 1,34         | 119         | 2,24        |
| Total                    | Total                    | Total                    | Total                    | 5 434        | 100          | 5 323       | 100         |
| Abstention               | Abstention               | Abstention               | Abstention               | 9 805        | 64,34        | 9 913       | 65,06       |
| Inscrits / participation | Inscrits / participation | Inscrits / participation | Inscrits / participation | 15 239       | 35,66        | 15 236      | 34,94       |

### Canton de Chambéry-1
| Candidats                | Candidats                 | Partis                   | Nuance                   | Premier tour | Premier tour | Second tour | Second tour |
| Candidats                | Candidats                 | Partis                   | Nuance                   | Voix         | %            | Voix        | %           |
| ------------------------ | ------------------------- | ------------------------ | ------------------------ | ------------ | ------------ | ----------- | ----------- |
|                          | Claudine Bonilla          | PS                       | UG                       | 1 466        | 36,95        | 2 272       | 59,41       |
|                          | Gaëtan Pauchet            | PS                       | UG                       | 1 466        | 36,95        | 2 272       | 59,41       |
|                          | Driss Bourida             | DVD                      | DVD                      | 907          | 22,86        | 1 552       | 40,59       |
|                          | Caroline Sartori          | DVD                      | DVD                      | 907          | 22,86        | 1 552       | 40,59       |
|                          | Daniel Campagne           | RN                       | RN                       | 685          | 17,27        |             |             |
|                          | Valérie Drouin            | RN                       | RN                       | 685          | 17,27        |             |             |
|                          | Mohamed Daïf              | SE                       | DIV                      | 497          | 12,53        |             |             |
|                          | Hasna Mahiouz             | SE                       | DIV                      | 497          | 12,53        |             |             |
|                          | Clément Coral dit Granell | DVC                      | DVC                      | 412          | 10,36        |             |             |
|                          | Ornella Dulellari         | DVC                      | DVC                      | 412          | 10,36        |             |             |
|                          |                           |                          |                          |              |              |             |             |
| Suffrages exprimés       | Suffrages exprimés        | Suffrages exprimés       | Suffrages exprimés       | 3 967        | 94,27        | 3 824       | 91,48       |
| Votes blancs             | Votes blancs              | Votes blancs             | Votes blancs             | 161          | 3,83         | 243         | 5,81        |
| Votes nuls               | Votes nuls                | Votes nuls               | Votes nuls               | 80           | 1,90         | 113         | 2,70        |
| Total                    | Total                     | Total                    | Total                    | 4 208        | 100          | 4 180       | 100         |
| Abstention               | Abstention                | Abstention               | Abstention               | 9 702        | 69,75        | 9 736       | 69,96       |
| Inscrits / participation | Inscrits / participation  | Inscrits / participation | Inscrits / participation | 13 910       | 30,25        | 13 916      | 30,04       |

### Canton de Chambéry-2
| Candidats                | Candidats                | Partis                   | Nuance                   | Premier tour | Premier tour | Second tour | Second tour |
| Candidats                | Candidats                | Partis                   | Nuance                   | Voix         | %            | Voix        | %           |
| ------------------------ | ------------------------ | ------------------------ | ------------------------ | ------------ | ------------ | ----------- | ----------- |
|                          | Brigitte Bochaton        | UDI                      | DVD                      | 1 458        | 38,02        | 2 003       | 53,00       |
|                          | Aloïs Chassot            | DVD                      | DVD                      | 1 458        | 38,02        | 2 003       | 53,00       |
|                          | Martine Jourdan Pasquier | DVG                      | UGE                      | 1 238        | 32,28        | 1 776       | 47,00       |
|                          | Antoine Livonnet         | PCF                      | UGE                      | 1 238        | 32,28        | 1 776       | 47,00       |
|                          | Jean-Benoit Cerino       | PS                       | DVG                      | 725          | 18,90        |             |             |
|                          | Raphaële Mouric          | DVC                      | DVG                      | 725          | 18,90        |             |             |
|                          | Johana Burnet-Merlin     | RN                       | RN                       | 414          | 10,80        |             |             |
|                          | Patrick Nabet            | RN                       | RN                       | 414          | 10,80        |             |             |
|                          |                          |                          |                          |              |              |             |             |
| Suffrages exprimés       | Suffrages exprimés       | Suffrages exprimés       | Suffrages exprimés       | 3 835        | 96,09        | 3 779       | 95,33       |
| Votes blancs             | Votes blancs             | Votes blancs             | Votes blancs             | 103          | 2,58         | 142         | 3,58        |
| Votes nuls               | Votes nuls               | Votes nuls               | Votes nuls               | 53           | 1,33         | 43          | 1,08        |
| Total                    | Total                    | Total                    | Total                    | 3 991        | 100          | 3 964       | 100         |
| Abstention               | Abstention               | Abstention               | Abstention               | 8 049        | 66,85        | 8 082       | 67,09       |
| Inscrits / participation | Inscrits / participation | Inscrits / participation | Inscrits / participation | 12 040       | 33,15        | 12 046      | 32,91       |

### Canton de Chambéry-3
| Candidats                | Candidats                 | Partis                   | Nuance                   | Premier tour | Premier tour | Second tour | Second tour |
| Candidats                | Candidats                 | Partis                   | Nuance                   | Voix         | %            | Voix        | %           |
| ------------------------ | ------------------------- | ------------------------ | ------------------------ | ------------ | ------------ | ----------- | ----------- |
|                          | Marc Pascal               | EÉLV                     | DVG                      | 1 376        | 29,36        | 1 962       | 45,64       |
|                          | Danièle Somveille         | G.s                      | DVG                      | 1 376        | 29,36        | 1 962       | 45,64       |
|                          | Christelle Favetta Sieyes | UDI                      | UCG                      | 1 241        | 26,48        | 2 337       | 54,36       |
|                          | Franck Morat              | PS                       | UCG                      | 1 241        | 26,48        | 2 337       | 54,36       |
|                          | Nathalie Colin-Cocchi     | DVD                      | DVD                      | 1 239        | 26,44        |             |             |
|                          | Benoit Perrotton          | DVD                      | DVD                      | 1 239        | 26,44        |             |             |
|                          | Carole Martinet           | RN                       | RN                       | 630          | 13,44        |             |             |
|                          | Rémy Ruer                 | RN                       | RN                       | 630          | 13,44        |             |             |
|                          | Soraya Benamar            | SE                       | DIV                      | 200          | 4,27         |             |             |
|                          | Noureddine Mahiouz        | SE                       | DIV                      | 200          | 4,27         |             |             |
|                          |                           |                          |                          |              |              |             |             |
| Suffrages exprimés       | Suffrages exprimés        | Suffrages exprimés       | Suffrages exprimés       | 4 686        | 96,66        | 4 299       | 86,48       |
| Votes blancs             | Votes blancs              | Votes blancs             | Votes blancs             | 119          | 2,45         | 451         | 9,07        |
| Votes nuls               | Votes nuls                | Votes nuls               | Votes nuls               | 43           | 0,89         | 221         | 4,45        |
| Total                    | Total                     | Total                    | Total                    | 4 848        | 100          | 4 971       | 100         |
| Abstention               | Abstention                | Abstention               | Abstention               | 9 688        | 66,65        | 9 569       | 65,81       |
| Inscrits / participation | Inscrits / participation  | Inscrits / participation | Inscrits / participation | 14 536       | 33,35        | 14 540      | 34,19       |

### Canton de Modane
| Candidats                | Candidats                | Partis                   | Nuance                   | Premier tour | Premier tour | Second tour | Second tour |
| Candidats                | Candidats                | Partis                   | Nuance                   | Voix         | %            | Voix        | %           |
| ------------------------ | ------------------------ | ------------------------ | ------------------------ | ------------ | ------------ | ----------- | ----------- |
|                          | Nathalie Furbeyre        | DVD                      | DVD                      | 2 388        | 60,12        | 2 695       | 69,84       |
|                          | Christian Grange         | DVD                      | DVD                      | 2 388        | 60,12        | 2 695       | 69,84       |
|                          | Jézabel Berdoulat        | DVG                      | DIV                      | 1 042        | 26,23        | 1 164       | 30,16       |
|                          | Stéphane Boyer           | DVG                      | DIV                      | 1 042        | 26,23        | 1 164       | 30,16       |
|                          | Alexandre Blanc          | RN                       | RN                       | 542          | 13,65        |             |             |
|                          | Nicole Thibault          | RN                       | RN                       | 542          | 13,65        |             |             |
|                          |                          |                          |                          |              |              |             |             |
| Suffrages exprimés       | Suffrages exprimés       | Suffrages exprimés       | Suffrages exprimés       | 3 972        | 94,06        | 3 859       | 92,63       |
| Votes blancs             | Votes blancs             | Votes blancs             | Votes blancs             | 122          | 2,89         | 155         | 3,72        |
| Votes nuls               | Votes nuls               | Votes nuls               | Votes nuls               | 129          | 3,05         | 152         | 3,65        |
| Total                    | Total                    | Total                    | Total                    | 4 223        | 100          | 4 166       | 100         |
| Abstention               | Abstention               | Abstention               | Abstention               | 6 936        | 62,16        | 6 993       | 62,67       |
| Inscrits / participation | Inscrits / participation | Inscrits / participation | Inscrits / participation | 11 159       | 37,84        | 11 159      | 37,33       |

### Canton de Montmélian
| Candidats                | Candidats                | Partis                   | Nuance                   | Premier tour | Premier tour | Second tour | Second tour |
| Candidats                | Candidats                | Partis                   | Nuance                   | Voix         | %            | Voix        | %           |
| ------------------------ | ------------------------ | ------------------------ | ------------------------ | ------------ | ------------ | ----------- | ----------- |
|                          | Jean-François Duc        | PS                       | DVG                      | 3 051        | 50,81        | 3 413       | 57,73       |
|                          | Béatrice Santais         | PS                       | DVG                      | 3 051        | 50,81        | 3 413       | 57,73       |
|                          | Jean-Pierre Guillaud     | DVD                      | DVD                      | 1 730        | 28,82        | 2 499       | 42,27       |
|                          | Nadège Jay               | DVD                      | DVD                      | 1 730        | 28,82        | 2 499       | 42,27       |
|                          | Euryanthe Mercier        | RN                       | RN                       | 997          | 16,61        |             |             |
|                          | Jean-Baptiste Peylin     | RN                       | RN                       | 997          | 16,61        |             |             |
|                          | Ghislaine Bouteleux      | REG                      | REG                      | 226          | 3,78         |             |             |
|                          | Jean-Luc Évreux          | REG                      | REG                      | 226          | 3,78         |             |             |
|                          |                          |                          |                          |              |              |             |             |
| Suffrages exprimés       | Suffrages exprimés       | Suffrages exprimés       | Suffrages exprimés       | 6 003        | 95,45        | 5 912       | 93,87       |
| Votes blancs             | Votes blancs             | Votes blancs             | Votes blancs             | 170          | 2,70         | 246         | 3,91        |
| Votes nuls               | Votes nuls               | Votes nuls               | Votes nuls               | 116          | 1,84         | 140         | 2,22        |
| Total                    | Total                    | Total                    | Total                    | 6 289        | 100          | 6 298       | 100         |
| Abstention               | Abstention               | Abstention               | Abstention               | 11 944       | 65,51        | 11 938      | 65,46       |
| Inscrits / participation | Inscrits / participation | Inscrits / participation | Inscrits / participation | 18 233       | 34,49        | 18 236      | 34,54       |

### Canton de La Motte-Servolex
| Candidats                | Candidats                | Partis                   | Nuance                   | Premier tour | Premier tour |
| Candidats                | Candidats                | Partis                   | Nuance                   | Voix         | %            |
| ------------------------ | ------------------------ | ------------------------ | ------------------------ | ------------ | ------------ |
|                          | Luc Berthoud             | LR                       | DVD                      | 5 010        | 83,00        |
|                          | Nathalie Fontaine        | DVD                      | DVD                      | 5 010        | 83,00        |
|                          | Lucile Duhamel           | RN                       | RN                       | 1 026        | 17,00        |
|                          | Johan Level              | RN                       | RN                       | 1 026        | 17,00        |
|                          |                          |                          |                          |              |              |
| Suffrages exprimés       | Suffrages exprimés       | Suffrages exprimés       | Suffrages exprimés       | 6 036        | 92,90        |
| Votes blancs             | Votes blancs             | Votes blancs             | Votes blancs             | 325          | 5,00         |
| Votes nuls               | Votes nuls               | Votes nuls               | Votes nuls               | 136          | 2,09         |
| Total                    | Total                    | Total                    | Total                    | 6 497        | 100          |
| Abstention               | Abstention               | Abstention               | Abstention               | 12 594       | 65,97        |
| Inscrits / participation | Inscrits / participation | Inscrits / participation | Inscrits / participation | 19 091       | 34,03        |

### Canton de Moûtiers
| Candidats                | Candidats                | Partis                   | Nuance                   | Premier tour | Premier tour | Second tour | Second tour |
| Candidats                | Candidats                | Partis                   | Nuance                   | Voix         | %            | Voix        | %           |
| ------------------------ | ------------------------ | ------------------------ | ------------------------ | ------------ | ------------ | ----------- | ----------- |
|                          | Fabienne Blanc-Tailleur  | DVD                      | DVD                      | 3 681        | 64,14        | 3 977       | 75,45       |
|                          | Vincent Rolland          | LR                       | DVD                      | 3 681        | 64,14        | 3 977       | 75,45       |
|                          | Franck Ador              | PS                       | UG                       | 1 162        | 20,25        | 1 294       | 24,55       |
|                          | Marie-Claude Bellet      | DVG                      | UG                       | 1 162        | 20,25        | 1 294       | 24,55       |
|                          | Manon Decorte            | RN                       | RN                       | 896          | 15,61        |             |             |
|                          | Florian Gayet            | RN                       | RN                       | 896          | 15,61        |             |             |
|                          |                          |                          |                          |              |              |             |             |
| Suffrages exprimés       | Suffrages exprimés       | Suffrages exprimés       | Suffrages exprimés       | 5 739        | 96,75        | 5 271       | 94,58       |
| Votes blancs             | Votes blancs             | Votes blancs             | Votes blancs             | 115          | 1,94         | 193         | 3,46        |
| Votes nuls               | Votes nuls               | Votes nuls               | Votes nuls               | 78           | 1,31         | 109         | 1,96        |
| Total                    | Total                    | Total                    | Total                    | 5 932        | 100          | 5 573       | 100         |
| Abstention               | Abstention               | Abstention               | Abstention               | 13 446       | 69,39        | 13 809      | 71,25       |
| Inscrits / participation | Inscrits / participation | Inscrits / participation | Inscrits / participation | 19 368       | 30,61        | 19 382      | 28,75       |

### Canton du Pont-de-Beauvoisin
| Candidats                | Candidats                | Partis                   | Nuance                   | Premier tour | Premier tour | Second tour | Second tour |
| Candidats                | Candidats                | Partis                   | Nuance                   | Voix         | %            | Voix        | %           |
| ------------------------ | ------------------------ | ------------------------ | ------------------------ | ------------ | ------------ | ----------- | ----------- |
|                          | Gilbert Guigue           | DVD                      | DVD                      | 2 532        | 46,65        | 3 279       | 63,74       |
|                          | Corine Wolff             | LR                       | DVD                      | 2 532        | 46,65        | 3 279       | 63,74       |
|                          | Brigitte Bienassis       | DVG                      | DVG                      | 1 697        | 31,26        | 1 875       | 36,26       |
|                          | Alain Careglio           | DVG                      | DVG                      | 1 697        | 31,26        | 1 875       | 36,26       |
|                          | Léa Cavadas              | RN                       | RN                       | 1 199        | 22,09        |             |             |
|                          | Jean-Pierre Chauveau     | RN                       | RN                       | 1 199        | 22,09        |             |             |
|                          |                          |                          |                          |              |              |             |             |
| Suffrages exprimés       | Suffrages exprimés       | Suffrages exprimés       | Suffrages exprimés       | 5 428        | 96,53        | 5 144       | 92,99       |
| Votes blancs             | Votes blancs             | Votes blancs             | Votes blancs             | 137          | 2,44         | 272         | 4,92        |
| Votes nuls               | Votes nuls               | Votes nuls               | Votes nuls               | 58           | 1,03         | 116         | 2,10        |
| Total                    | Total                    | Total                    | Total                    | 5 623        | 100          | 5 532       | 100         |
| Abstention               | Abstention               | Abstention               | Abstention               | 10 486       | 65,09        | 10 582      | 65,67       |
| Inscrits / participation | Inscrits / participation | Inscrits / participation | Inscrits / participation | 16 109       | 34,91        | 16 114      | 34,33       |

### Canton de La Ravoire
| Candidats                | Candidats                | Partis                   | Nuance                   | Premier tour | Premier tour | Second tour | Second tour |
| Candidats                | Candidats                | Partis                   | Nuance                   | Voix         | %            | Voix        | %           |
| ------------------------ | ------------------------ | ------------------------ | ------------------------ | ------------ | ------------ | ----------- | ----------- |
|                          | Arthur Boix-Neveu        | DVG                      | UGE                      | 2 059        | 33,19        | 2 746       | 45,79       |
|                          | Aurélie Fournier         | DVG                      | UGE                      | 2 059        | 33,19        | 2 746       | 45,79       |
|                          | Alexandre Gennaro        | DVC                      | DVC                      | 1 791        | 28,87        | 3 251       | 54,21       |
|                          | Josette Remy             | DVC                      | DVC                      | 1 791        | 28,87        | 3 251       | 54,21       |
|                          | Frédéric Bret            | DVD                      | DVD                      | 1 300        | 20,95        |             |             |
|                          | Angélique Guilland       | DVD                      | DVD                      | 1 300        | 20,95        |             |             |
|                          | Rémi Garnier             | RN                       | RN                       | 1 054        | 16,99        |             |             |
|                          | Mylène Joly              | RN                       | RN                       | 1 054        | 16,99        |             |             |
|                          |                          |                          |                          |              |              |             |             |
| Suffrages exprimés       | Suffrages exprimés       | Suffrages exprimés       | Suffrages exprimés       | 6 204        | 97,53        | 5 997       | 94,04       |
| Votes blancs             | Votes blancs             | Votes blancs             | Votes blancs             | 97           | 1,52         | 225         | 3,53        |
| Votes nuls               | Votes nuls               | Votes nuls               | Votes nuls               | 60           | 0,94         | 155         | 2,43        |
| Total                    | Total                    | Total                    | Total                    | 6 361        | 100          | 6 377       | 100         |
| Abstention               | Abstention               | Abstention               | Abstention               | 10 725       | 62,77        | 10 711      | 62,68       |
| Inscrits / participation | Inscrits / participation | Inscrits / participation | Inscrits / participation | 17 086       | 37,23        | 17 088      | 37,32       |

### Canton de Saint-Alban-Leysse
| Candidats                | Candidats                | Partis                   | Nuance                   | Premier tour | Premier tour | Second tour | Second tour |
| Candidats                | Candidats                | Partis                   | Nuance                   | Voix         | %            | Voix        | %           |
| ------------------------ | ------------------------ | ------------------------ | ------------------------ | ------------ | ------------ | ----------- | ----------- |
|                          | Catherine Chappuis       | PS                       | DVG                      | 2 240        | 34,80        | 3 659       | 60,12       |
|                          | Albert Darvey            | DVG                      | DVG                      | 2 240        | 34,80        | 3 659       | 60,12       |
|                          | Philippe Cordier         | DVD                      | DVD                      | 1 572        | 24,42        | 2 427       | 39,88       |
|                          | Christine Rajat          | DVD                      | DVD                      | 1 572        | 24,42        | 2 427       | 39,88       |
|                          | Jean-François Coulomme   | LFI                      | UG                       | 1 478        | 22,96        |             |             |
|                          | Lolita Panchen           | PCF                      | UG                       | 1 478        | 22,96        |             |             |
|                          | Séverine Cavin           | RN                       | RN                       | 1 147        | 17,82        |             |             |
|                          | Thomas Jorand            | RN                       | RN                       | 1 147        | 17,82        |             |             |
|                          |                          |                          |                          |              |              |             |             |
| Suffrages exprimés       | Suffrages exprimés       | Suffrages exprimés       | Suffrages exprimés       | 6 437        | 96,72        | 6 086       | 91,89       |
| Votes blancs             | Votes blancs             | Votes blancs             | Votes blancs             | 172          | 2,58         | 396         | 5,98        |
| Votes nuls               | Votes nuls               | Votes nuls               | Votes nuls               | 46           | 0,69         | 141         | 2,13        |
| Total                    | Total                    | Total                    | Total                    | 6 645        | 100          | 6 623       | 100         |
| Abstention               | Abstention               | Abstention               | Abstention               | 11 871       | 64,08        | 11 909      | 64,26       |
| Inscrits / participation | Inscrits / participation | Inscrits / participation | Inscrits / participation | 18 526       | 35,91        | 18 532      | 35,74       |

### Canton de Saint-Jean-de-Maurienne
| Candidats                | Candidats                | Partis                   | Nuance                   | Premier tour | Premier tour | Second tour | Second tour |
| Candidats                | Candidats                | Partis                   | Nuance                   | Voix         | %            | Voix        | %           |
| ------------------------ | ------------------------ | ------------------------ | ------------------------ | ------------ | ------------ | ----------- | ----------- |
|                          | Patrick Provost          | DVD                      | DVD                      | 3 076        | 51,43        | 4 055       | 73,63       |
|                          | Sophie Verney            | DVD                      | DVD                      | 3 076        | 51,43        | 4 055       | 73,63       |
|                          | Lionel Combet            | RN                       | RN                       | 1 519        | 25,40        | 1 452       | 26,37       |
|                          | Marie Dauchy             | RN                       | RN                       | 1 519        | 25,40        | 1 452       | 26,37       |
|                          | Amandine Lecole          | PCF                      | COM                      | 1 386        | 23,17        |             |             |
|                          | Billy Margueron          | PCF                      | COM                      | 1 386        | 23,17        |             |             |
|                          |                          |                          |                          |              |              |             |             |
| Suffrages exprimés       | Suffrages exprimés       | Suffrages exprimés       | Suffrages exprimés       | 5 981        | 95,88        | 5 507       | 90,71       |
| Votes blancs             | Votes blancs             | Votes blancs             | Votes blancs             | 169          | 2,71         | 439         | 7,23        |
| Votes nuls               | Votes nuls               | Votes nuls               | Votes nuls               | 88           | 1,41         | 125         | 2,06        |
| Total                    | Total                    | Total                    | Total                    | 6 238        | 100          | 6 071       | 100         |
| Abstention               | Abstention               | Abstention               | Abstention               | 10 844       | 63,48        | 11 008      | 64,45       |
| Inscrits / participation | Inscrits / participation | Inscrits / participation | Inscrits / participation | 17 082       | 36,52        | 17 079      | 35,55       |

### Canton de Saint-Pierre-d'Albigny
| Candidats                | Candidats                | Partis                   | Nuance                   | Premier tour | Premier tour | Second tour | Second tour |
| Candidats                | Candidats                | Partis                   | Nuance                   | Voix         | %            | Voix        | %           |
| ------------------------ | ------------------------ | ------------------------ | ------------------------ | ------------ | ------------ | ----------- | ----------- |
|                          | Christiane Brunet        | DVD                      | DVD                      | 2 620        | 53,23        | 3 120       | 68,14       |
|                          | Olivier Thevenet         | DVD                      | DVD                      | 2 620        | 53,23        | 3 120       | 68,14       |
|                          | Yann del Rio             | PCF                      | COM                      | 1 321        | 26,84        | 1 459       | 31,86       |
|                          | Laetitia Mimoun          | PCF                      | COM                      | 1 321        | 26,84        | 1 459       | 31,86       |
|                          | Brice Bernard            | RN                       | RN                       | 981          | 19,93        |             |             |
|                          | Margareth Cougnon        | RN                       | RN                       | 981          | 19,93        |             |             |
|                          |                          |                          |                          |              |              |             |             |
| Suffrages exprimés       | Suffrages exprimés       | Suffrages exprimés       | Suffrages exprimés       | 4 922        | 96,83        | 4 579       | 93,85       |
| Votes blancs             | Votes blancs             | Votes blancs             | Votes blancs             | 106          | 2,09         | 188         | 3,85        |
| Votes nuls               | Votes nuls               | Votes nuls               | Votes nuls               | 55           | 1,08         | 112         | 2,30        |
| Total                    | Total                    | Total                    | Total                    | 5 083        | 100          | 4 879       | 100         |
| Abstention               | Abstention               | Abstention               | Abstention               | 8 859        | 63,54        | 9 064       | 65,01       |
| Inscrits / participation | Inscrits / participation | Inscrits / participation | Inscrits / participation | 13 942       | 36,46        | 13 943      | 34,99       |

### Canton d'Ugine
| Candidats                | Candidats                | Partis                   | Nuance                   | Premier tour | Premier tour | Second tour | Second tour |
| Candidats                | Candidats                | Partis                   | Nuance                   | Voix         | %            | Voix        | %           |
| ------------------------ | ------------------------ | ------------------------ | ------------------------ | ------------ | ------------ | ----------- | ----------- |
|                          | Annick Cressens          | MoDem                    | DIV                      | 2 548        | 56,42        | 2 956       | 68,36       |
|                          | Franck Lombard           | DVD                      | DIV                      | 2 548        | 56,42        | 2 956       | 68,36       |
|                          | Lise Alleyron-Biron      | PCF                      | COM                      | 1 098        | 24,31        | 1 368       | 31,64       |
|                          | Benjamin Bonniot-Bouchet | PCF                      | COM                      | 1 098        | 24,31        | 1 368       | 31,64       |
|                          | Sara Boguet              | RN                       | RN                       | 870          | 19,26        |             |             |
|                          | Tanguy Burnet-Merlin     | RN                       | RN                       | 870          | 19,26        |             |             |
|                          |                          |                          |                          |              |              |             |             |
| Suffrages exprimés       | Suffrages exprimés       | Suffrages exprimés       | Suffrages exprimés       | 4 516        | 94,91        | 4 324       | 93,25       |
| Votes blancs             | Votes blancs             | Votes blancs             | Votes blancs             | 129          | 2,71         | 195         | 4,21        |
| Votes nuls               | Votes nuls               | Votes nuls               | Votes nuls               | 113          | 2,37         | 118         | 2,54        |
| Total                    | Total                    | Total                    | Total                    | 4 758        | 100          | 4 637       | 100         |
| Abstention               | Abstention               | Abstention               | Abstention               | 9 287        | 66,12        | 9 410       | 66,99       |
| Inscrits / participation | Inscrits / participation | Inscrits / participation | Inscrits / participation | 14 045       | 33.88        | 14 047      | 33,01       |